# Brezje nad Kamnikom
Brezje nad Kamnikom je naselje v Občini Kamnik.
Brezje nad Kamnikom se v starih listinah omenjajo leta 1368, ko je Viljem Gallenberški kmeta Kancijana poklonil mekinjskemu samostanu klaris.